# Пірохімічний аналіз
Пірохімі́чний ана́ліз (грец. pyr — вогонь) — методи виявлення деяких хімічних елементів (наприклад, в мінералах) за різним забарвленням полум'я, різним забарвленням перлів бури або фосфорних солей.